# Franck Renier

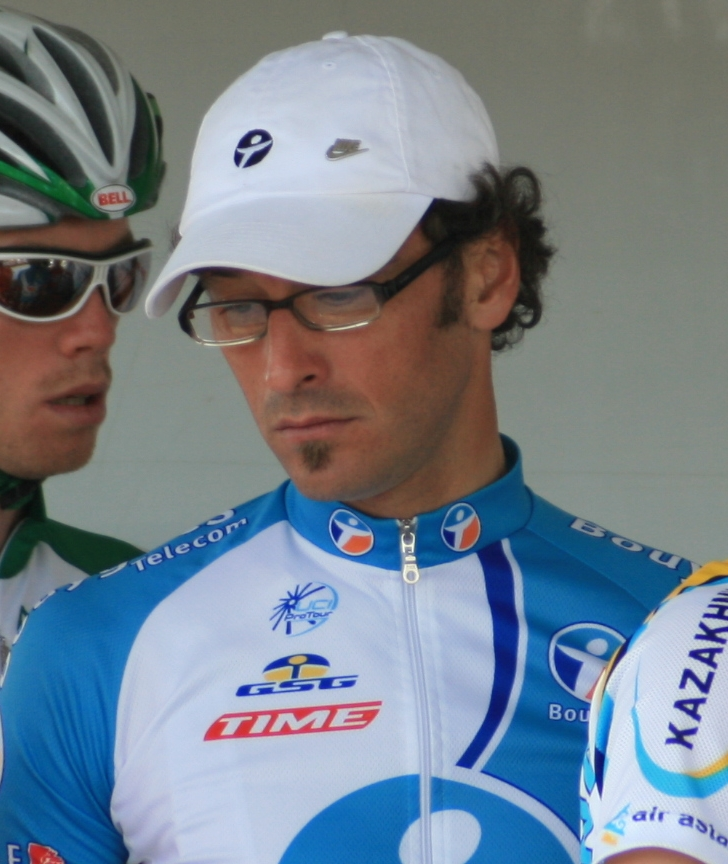
Franck Renier (2008)

Franck Renier (* 11. April 1974 in Laval) ist ein ehemaliger französischer Radrennfahrer.
Franck Renier begann seine Profikarriere 2000 bei dem französischen Radsport-Team Bonjour. 2001 konnte er die Tour du Finistère gewinnen und nahm zum ersten Mal an der Tour de France teil. Er nahm viermal in Folge teil und zeigte sich des Öfteren in Ausreißergruppen. Sein bestes Gesamtergebnis war der 85. Platz. Zweimal startete er beim Giro d’Italia und zweimal die Vuelta a España.

## Palmarès
2001
- Tour du Finistère

## Teams
- 2000: Bonjour
- 2001–2002: Bonjour
- 2003–2004: Brioches La Boulangère
- 2005–2008: Bouygues Télécom